# 핀란드 교통통신부
교통통신부(핀란드어: liikenne- ja viestintäministeriö; LVM 리케네 야 비에스틴태미니스테리외; 앨베앰[*], 스웨덴어: kommunikationsministeriet)는 핀란드 국가평의회의 산하 12개 부처 중 하나다. 핀란드의 교통 및 통신 관련 업무를 총괄한다.
2018년 기준 예산은 3,362,555,000 유로, 본청 직원은 180 명이다.
산하 기관으로 교통청, 교통안전청, 통신청, 기상연구소 등이 있다. 국영방송국을 비롯한 여러 공기업도 교통통신부 소속이다.